# Michael Jacobs (Fußballspieler)
Michael Edward Jacobs (* 4. November 1991 in Rothwell) ist ein englischer Fußballspieler, der seit 2020 beim FC Portsmouth unter Vertrag steht.

## Karriere

### Northampton Town
Der aus der eigenen Jugendakademie stammende Michael Jacobs debütierte am 6. Oktober 2009 für Northampton Town bei einem 2:1-Heimsieg im Spiel der Football League Trophy. Sein erstes Ligaspiel in der viertklassigen Football League Two bestritt er am 7. August 2010 bei einer 0:3-Auswärtsniederlage gegen Torquay United. Jacobs (41 Ligaspiele/5 Tore) etablierte sich 2010/11 als Stammspieler und beendete die Saison mit seiner Mannschaft auf dem 16. Tabellenplatz. Nach einem knapp erreichten Klassenerhalt in der anschließenden Spielzeit, entschied er sich gegen eine Vertragsverlängerung in Northampton und für einen Vereinswechsel.

### Weitere Stationen
Am 26. Juni 2012 wurde Michael Jacobs von Derby County verpflichtet und beim Zweitligisten mit einem Dreijahresvertrag ausgestattet. Im November 2013 folgte eine zweimonatige Leihe zu den Wolverhampton Wanderers, die ihn daraufhin mit einem Zweieinhalbjahresvertrag fest verpflichteten. Nach einer einmonatigen Leihe zum FC Blackpool im März 2015 folgte im Juli desselben Jahres der Transfer zu Wigan Athletic, wo er mit 176 Ligaspielen in fünf Jahren die bisher längste Zeit seiner Karriere im Profifußball spielte. Mit Wigan konnte er in der Saison 2017/2018 den Aufstieg in die EFL Championship feiern.
Seit September 2020 ist Jacobs nach einem ablösefreien Wechsel beim FC Portsmouth aktiv, wo er als offensiver Mittelfeldspieler und Linksaußen eingesetzt wird.